# اندماج السويد

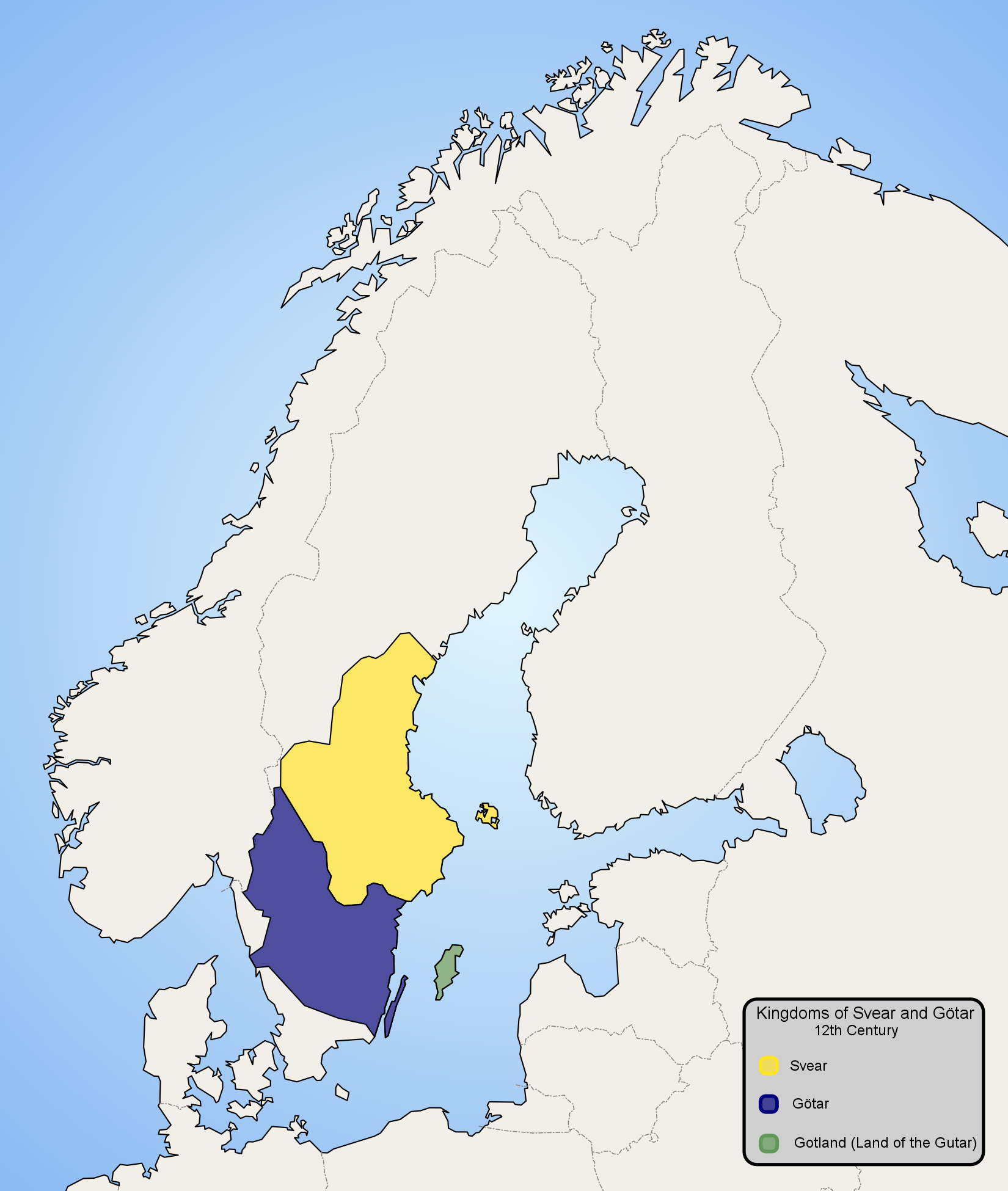
الحدود التقريبية للسويد في الثرن الثاني عشر قبل دمج فنلندا خلال القرن الثالث عشر. يمثل كلاً من الأزرق والأصفر يمثل قبيلتي الغيتيين والسيونيين؛ توحيدهما يحدد اندماج/توطيد السويد (بوجهة نظر شائعة).

كان اندماجُ السويد عمليةً طويلة تم خلالها دمج النظام الاجتماعي المتباعد تحت سلطة الملك. عمر المملكة السويدية الحقيقي غير معروف. و لعدة أسباب، يختلف الباحثون في وصف السويد في وقتٍ مبكر كبلد، أو دولة، أو مملكة من ناحية التعريف.
بخلاف تاريخ النرويج والدنمارك، لا يوجد تاريخ موثوق على السويد الموحدة. يتعامل المؤرخون بشكلٍ مختلف مع مصادر تاريخ اندماج السويد. التاريخ القديم ممزوج مع الأساطير الشمالية. المصادر الأولية المبكرة هي مصادر أجنبية، والمصادر الثانوية كُتبت في تاريخٍ لاحق.